# Arcadia (canção)
"Arcadia" é uma canção da cantora e compositora estadunidense Lana Del Rey, presente em seu oitavo álbum de estúdio Blue Banisters (2021). Em 8 de setembro de 2021 foi distribuída como o quarto lançamento em promoção ao álbum. Foi composta e produzida pela própria artista com Drew Erickson.

## Antecedentes e lançamento
Em 20 de maio de 2021, Del Rey lançou três singles de seu oitavo álbum Blue Banisters (2021): a faixa-título, "Text Book" e "Wildflower Wildfire". Em 3 de julho, a cantora divulgou em suas redes sociais a prévia de uma nova canção do álbum, ressaltando que o próximo single do álbum seria lançado em breve e o álbum "mais tarde". Dois meses após a publicação, em 3 de setembro, a artista voltou em suas redes para divulgar a data de lançamento de "Arcadia", programada para 8 do mesmo mês, pedindo aos fãs para ouvirem a faixa como "ouviram 'Video Games'". A capa do single, revelado também no mesmo dia, apresenta Del Rey com uma camiseta amarela clara e um cardigã no mesmo tom. A canção foi composta e produzida por Del Rey juntamente com Drew Erickson.

## Composição
O título da canção refere-se à cidade californiana Arcadia, localizada na região da Serra de San Gabriel, que para Lana simboliza um lugar idílio. Os críticos chamaram "Arcadia" de uma canção balada sobre término, apesar da ausência no texto de referências a personagens românticos, o que era comum nas obras passadas de Del Rey. A narração é conduzida no formato de um diário pessoal, uma característica distinta dos primeiros trabalhos de Lana.

## Créditos
Créditos adaptados do Tidal.
- Lana Del Rey — composição, vocais, produção, arranjos e cordas
- Drew Erickson — composição, produção, piano, sintetizador, arranjo de órgãos, mixagem
- Jacob Brown — violoncelo
- Wayne Bergeronruen — tubo
- Dan Fornero — trompete
- Dan Rosenbom — trompete
- Andrew Bulbrook — violino
- Wynton Grant — violino
- Blake Cooper — tuba
- Zac Dellinger — viola
- Dean Reed — engenharia, mixagem
- Michael Harris — engenharia, mixagem
- Ben Fletcher — assistente de engenharia
- John Scher — assistente de engenharia
- Adam Ayan — masterização